# 奥廷 (得克萨斯州)
奥廷（英文：Ottine）是美国德克萨斯州冈萨雷斯县一个非建制地区。根据德克萨斯州指南的记载，该社区2000年人口有90人，此地也是帕尔梅托州立公园所在地。在奥廷一个都市传说中，该地区有着一种形似大脚怪的神秘动物出没。